# Outrageous
Outrageous – czwarty i ostatni singel Britney Spears z płyty In the Zone, wydany w 2004 roku. Autorem tekstu do piosenki, jak i producentem jest R. Kelly, który ponadto gościnnie zaśpiewał w utworze.
Do piosenki zrealizowano również teledysk, w reżyserii Dave’a Meyersa (współpracował ze Spears przy teledyskach do utworów „Lucky” i „Boys”). Podczas kręcenia wideoklipu Spears uległa wypadkowi, doznając kontuzji kolana, przez którą musiała przerwać światowe tournée Onyx Hotel Tour. W klipie gościnnie wystąpił Snoop Dogg. Teledysk został nieukończony.

## Formaty i track listy singla
Japoński CD Singel
1. „Outrageous” – 3:21
2. „Outrageous” [Murk Space Miami Mix] – 6:48
3. „Outrageous” [Junkie XL’s Dancehall Mix] – 2:55
4. „Outrageous” [Junkie XL’s Tribal Mix] – 6:08
5. „Toxic” [Armand Van Helden Remix] – 9:34
6. „Everytime” [Above And Beyond Club Mix] – 8:46
7. „Everytime” [Scumfrog Haunted Dub] – 8:20

Europejski Promocyjny Singel: Remixes-CD
1. „Outrageous” [Murk Space Miami Mix] – 6:48
2. „Outrageous” [R. Kelly Remix] – 3:24
3. „Outrageous” [Junkie XL’s Dancehall Mix] – 2:55
4. „Outrageous” [Josh Harris Mixshow] – 5:52
5. „Outrageous” [Junkie XL’s Tribal Mix] – 6:08

Europejski Promocyjny Singel: Normal-CD
1. „Outrageous” – 3:21

Amerykański Promocyjny Singel: Normal-CD
1. „Outrageous” – 3:21

Amerykański 12" Vinyl Singel
- Strona A:

1. „Outrageous” [Murk Space Miami Mix 6:48
2. „Outrageous” [R. Kelly Remix] – 3:24
3. „Outrageous” [Junkie XL’s Dancehall Mix] – 2:55

- Strona B:

1. „Outrageous” [Josh Harris Mixshow] – 5:52
2. „Outrageous” [Junkie XL’s Tribal Mix] – 6:08

### Oficjalne remiksy piosenki
- Album Version 3:26
- Murk Space Miami Mix 6:48
- Junkie XL’s Tribal Mix 6:09
- Junkie XL’s Dancehall Mix 2:56
- Josh Harris Mixshow 5:52
- R. Kelly Remix 3:23
- Friscia & Lamboy Unreleased Club Mix 9:54